# Дмоховский, Казимир
Казимир Рох Дмоховский (пол. Kazimierz Roch Dmochowski; 24 июня 1780, Виленская губерния, Российская империя — 23 января 1851, Санкт-Петербург, Российская империя) — российский католический епископ, четвёртый архиепископ Могилёвский.

## Биография
Обучался в Краславивской семинарии (Витебская губерния).
6 февраля 1803 года рукоположён в Вильне в священники. Занимал посты капеллана епископов Виленских Иоанна Дембовского и Иеронима Стройновского, секретаря епископской канцелярии, каноника Курляндского и Виленского, настоятеля в Мсцибове и Гедройцах. В 1821—1823 годах — заседатель Римско-католической духовной коллегии (Санкт-Петербург). С 1823 года — декан, и с 1824 года — кафедральный настоятель Виленский. С 1839 года — член Римско-католической духовной коллегии.
29 июня 1841 года посвящён в епископы. Титулярный епископ Милетский и суффраган Курляндской епархии. С 1842 года — председатель Римско-католической коллегии.
После последовавшего соглашения со Святым Престолом, 3 июля 1848 года возведён в сан архиепископа Могилёвского и Митрополита всех римско-католических церквей в Российской империи. 26 ноября 1848 года принял паллий в церкви Святой Екатерины в Санкт-Петербурге. 29 июня 1849 года торжественно введён в могилёвский кафедральный собор.

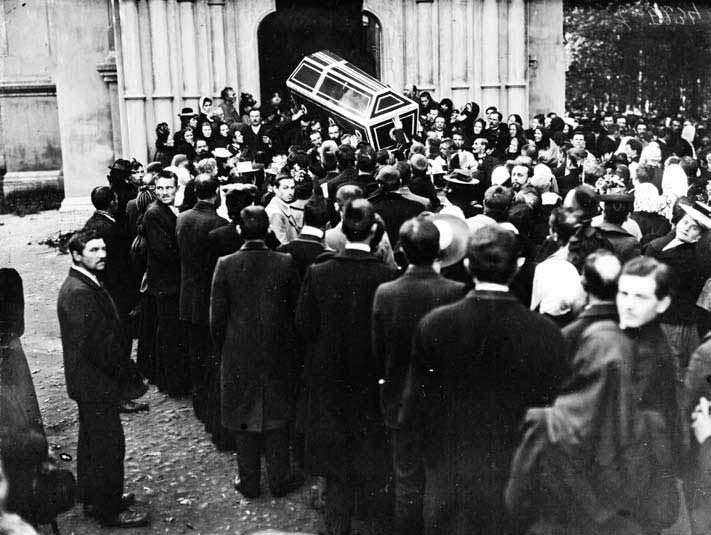
Перезахоронение праха Казимира Дмоховского

Умер 23 января 1851 года и похоронен в Санкт-Петербурге, на Смоленском лютеранском кладбище. Согласно его завещанию, в 1901 году его останки со Смоленского лютеранского кладбища перенесены на Выборгское римско-католическое кладбище в Санкт-Петербурге и захоронены в крипте храма Посещения пресвятой девой Марией Елизаветы, расположенного на территории этого кладбища.